# Parasemia albescens
Parasemia albescens är en fjärilsart som beskrevs av Andreas Bergmann 1953. Parasemia albescens ingår i släktet Parasemia och familjen björnspinnare. Inga underarter finns listade i Catalogue of Life.